# سفارت سوئیس در واشینگتن
سفارت سوئیس در واشینگتن (به انگلیسی: Embassy of Switzerland) یک سفارت در ایالات متحده آمریکا است که در واشینگتن، دی.سی. واقع شده‌است.